# 株主コミュニティ
株主コミュニティ （かぶぬしコミュニティ）とは、証券会社が日本国内の非上場株式を、特定の投資家に対して投資勧誘することを認める制度のことである。

## 概要
地方に根差した企業などが資金を調達しやすくなるように、これまでほとんど認められていなかった一般投資家による非上場株式の取引活性化を図ることで、非上場株式を発行する企業の取引・換金ニーズに応え、地場企業の資金調達方法の選択肢を増やすことを目的として2015年５月に創設された株式の相対取引制度の一つである。
上場株式の取引ではなく、また取引できる投資家も株主コミュニティ参加者に限られるため、インサイダー取引規制の適用を除外し、財務内容の開示義務も上場銘柄に比べ緩和されている。もっとも、これについては、株主コミュニティ参加者に対してであれば、自由な取引勧誘ができるため金商法第67条の18第4号に規定する「売買その他の取引の勧誘を行うことを禁じていない有価証券」に該当するうえ、株主コミュニティ銘柄は株主コミュニティ参加者内でのみ取引ができるとされるが、投資家が株主コミュニティへ参加することに関してはほぼ制限がないことから金商法第67条の18第4号に規定された「流通性が制限されていると認められる有価証券」にも抵触しないため、開示義務はグリーンシート等と同様に、上場銘柄並みに課すべきとする意見もある。
この制度は、2018年3月31日に廃止されたグリーンシート制度に代わる制度としての側面も有している。なお制度の創設は2015年5月29日であるが、実際の指定と運営が実施されたのは今村証券が2015年8月28日に受けたものが最初のものとなる。

## 投資勧誘
株主コミュニティは、証券会社が非上場株式の銘柄ごとに株主コミュニティを組成する。このコミュニティに自己申告により参加する投資家に対してのみ投資勧誘が認められており、その証券会社の顧客ではない者や、顧客であってもそのコミュニティに参加する意思表示をしていない投資家は、株主コミュニティ内で取引される銘柄について、コミュニティ内での取引をすることはできず、また顧客に対して証券会社がコミュニティへの参加を勧誘することも禁止されている。また投資勧誘以外に直近の取引状況や売買需要の報告についても、コミュニティ参加者のみが受けることができるとされる。
この制度を推し進める日本証券業協会は、投資勧誘の対象となる株主コミュニティの参加者には、「その会社の役員、従業員、その親族、株主、継続的な取引先といった会社関係者」など、対象となる銘柄に縁のある人、あるいは「新規成長企業等への資金供給により成長を支援する意向のある投資家」、更に、「地域に根差した企業の財・サービスの提供を受けている（又は受けようとする）ことから株主優待を期待する」人が株主コミュニティへの参加を希望すると予測している。実際、2017年12月に日本経済新聞が報じたところによると、同年12月15日現在16銘柄の株主コミュニティが組成・運営されているが、組成・運営されている銘柄の内訳は優待乗車券目当ての投資家がコミュニティに参加する地方の鉄道会社やバス会社が多いということである。

## 運営元
株主コミュニティ制度の運営は、日本証券業協会の登録を受けた証券会社であり、かつその指定を受けている者によリ行われる必要がある。また運営する上では、運営元となる証券会社は取り扱う株式とその株式を発行する会社の財務状況等について審査を行い、適当と認めた場合にのみ、株主コミュニティを作ることができるとされる。

## グリーンシートとの関連性
元々、日本には1997年より非上場株式の売買について、グリーンシートと呼ばれる制度があり、このグリーンシート銘柄として登録された会社の株式であれば、一定の制限の範囲内で売買をすることが可能であった。2005年3月31日までは、その中にリージョナル区分という区分も存在し、北日本放送や富山地方鉄道、YKK、立山黒部貫光や北陸鉄道など、現在は株主コミュニティの間での売買が可能である銘柄を含め、北陸地方に本社を置く銘柄が数多く取引されていた。しかし、グリーンシート制度解禁後の証券取引所の上場基準の緩和や、情報開示といったコストが企業側にとって重い負担と見做されるようになったこと、及び取り扱う証券会社の減少や銘柄に対するマーケットインフラとしての機能が不十分であったことなどから、結局のところ、あまり利用が広がらなくなり、実質的に開店休業状態となった。金融庁はこういった事実を重く見た上で、地域に根ざした企業がより資金調達をしやすくすなるような新たな制度を構築していくことの必要性を指摘し、日本証券業協会において、この必要性を踏まえグリーンシート制度に変わる非上場株式の取引・交換ニーズを満たすための新たな制度として誕生させたのが株主コミュニティ制度である。

## 課題
現状の株主コミュニティ制度には主に次のような課題があることが指摘されている。
1. 適時開示義務をなくした代償として、証券会社は不特定多数の個人を勧誘できない[注 4][3][15]。また、営業の現場では説明と勧誘を明確に区別することは困難であり、営業担当者は必要以上に神経を使う必要がある[15]。
2. 株式を売買できる「コミュニティ」に入るには、銘柄にもよるが運営する中小証券に口座を作る必要がある[3]。
3. 銘柄によっては売買が低調で流動性が低い[注 5][15]。
4. 新株発行に対して消極的な考え方の企業が多く、発行市場として市場が醸成しきれていない[注 6][15]。

## 歴史
2013年6月に日本再興戦略及び規制改革実施計画が閣議決定され、12月には金融審議会で「新規・成長企業へのリスクマネーの供給のあり方等に関するワーキング・グループ」報告書が提示される。これを受けて2014年5月30日に「金融商品取引法等の一部を改正する法律」が公布され、非上場株式の取引制度に関する法制度や証券規則の見直しの実施がなされた。
金商法改正を受けて、2014年6月には日本証券業協会において「非上場株式の取引制度等に関するワーキング・グループ」報告書が、 11月には「総合取引所制度等への取組みに関する特別委員会」報告書が策定され、ここでグリーンシート制度は2018年3月31日に廃止し、それに変わる制度として株主コミュニティ制度を生むこととした。
2015年5月29日には、正式に株主コミュニティ制度がスタートする。同年8月28日には今村証券が、10月26日には島大証券が、それぞれ指定を受け、株主コミュニティの運営を開始した。2016年2月12日に、累計売買代金が1億円を突破した。
2016年6月17日にみらい證券が指定を受けた。これを受けて、同社がフェニックス銘柄として取り扱っていた武井工業所を6月30日付でフェニックス銘柄としての指定を取り消し、7月1日付で武井工業所の株主コミュニティが組成されている。なおこの結果、フェニックス銘柄として登録されている株式発行体は0となった。

## 脚註・出典

### 脚註
1. ↑  これについては「株主コミュニティ銘柄については、日本証券業協会の規則において流通性が制限されているものと認められ」、また「株主コミュニティを運営しようとする証券会社は、日本証券業協会に対して届出を行って指定を受け、公表されることが求められ」、さらに「透明性の確保の観点から、証券会社が作成した取扱要領の公表や、取引の状況を公表することが義務付けられてい」ることから問題ないとするパブコメ及びその回答案を金融庁は提示している[7]。
2. ↑  あくまでも投資家の自発的加入が大原則であり、証券会社側が、参加の意思表示をしていない投資家に対して参加の勧誘をすることも禁じられている[11]。
3. ↑  日本経済新聞は、同紙紙面上で「全国で380万社超とされる民間事業者のうち、上場会社は一握りにすぎない。起業家へのマネー供給に加え、今後、中小企業のオーナー社長の引退が相次ぐことに備え、非上場株を容易に換金・流通できる場があった方がよい。」として、非上場株式の取引・交換ニーズを満たす本制度を評価している[3]。
4. ↑  これについて東京大学教授の大崎貞和は「（この規制の趣旨は）コミュニティが無限に拡大することを防止する趣旨で加入の勧誘が禁じられたためだが、参加人数や株主数に上限を設けるなど、別の規制方法もあるはずだ。」と指摘している[2]。
5. ↑  桃山学院大学教授の松尾順介は、流動性の低さと関連して「特に、売り注文はあっても買い注文が出てこないために売り手が延々と待たされることが多い」ことを課題としている[15]。
6. ↑  これについて、例えば今村証券では、地元企業に対して積極的にアプローチしているものの、企業側の反応は芳しくないとのことである[15]。